# Ford Essex V6 (британский двигатель)
Ford Essex V6 — серия шестицилиндровых бензиновых двигателей внутреннего сгорания в конфигурации 60°, выпускавшихся подразделениями Ford в Великобритании с 1966 по 1988 год и Южной Африке с 1982 по 2000 год.

## История
Essex V6 выпускался в четырёх объёмах: 2,5 л (2495 см3); 3,0 л (2994 см3); 3,1 л (3098 см3) и 3,4 л (3412 см3), причём 3,0-литровая версия является самой распространённой. Двигатели устанавливались на широкий спектр транспортных средств: от фургонов Ford Transit до седанов и купе Ford Capri. Также двигатели устанавливались на спортивные автомобили TVR и Marcos.
Изначально мощность двигателя составляла 95 кВт (128 л. с.), а крутящий момент — 235 Н∙м. В октябре 1971 года мощность была увеличена до 103—117 кВт (138—157 л. с.) при 5000 об/мин, а крутящий момент — до 260—263 Н∙м при 3000 об/мин. Из-за изменения конструкции поршня степень сжатия была увеличена с 8,9:1 до 9,0:1.
Двигатели ранних выпусков, выпускавшиеся до октября 1971 года, оснащались карбюратором Weber с двойным дросселем 40 DFAV, конструкция которого имела некоторые врождённые недостатки, из-за которых он работал слишком интенсивно и вызывал промывку отверстий. Впоследствии он был заменён более современным карбюратором Weber с двойным дросселем 38 DGAS, который эффективно решал проблемы более ранних карбюраторов и использовался для 3-литрового V6 до конца его производства. В 2,5-литровом двигателе применялся однокамерный карбюратор. Также планировался выпуск дизельных двигателей, однако он не был осуществлён. Несмотря на массу 170 кг, двигатель активно устанавливался на Capri, Granada и Transit. С конца 1960-х по 1988 год двигатели Essex V6 британского производства устанавливались на Ford Transit под видами автомобилей полиции и скорой помощи — позже Essex V6 был заменён двигателем Cologne V6. До апреля 2000 года британский Essex V6 собирался в Южной Африке.

## Галерея

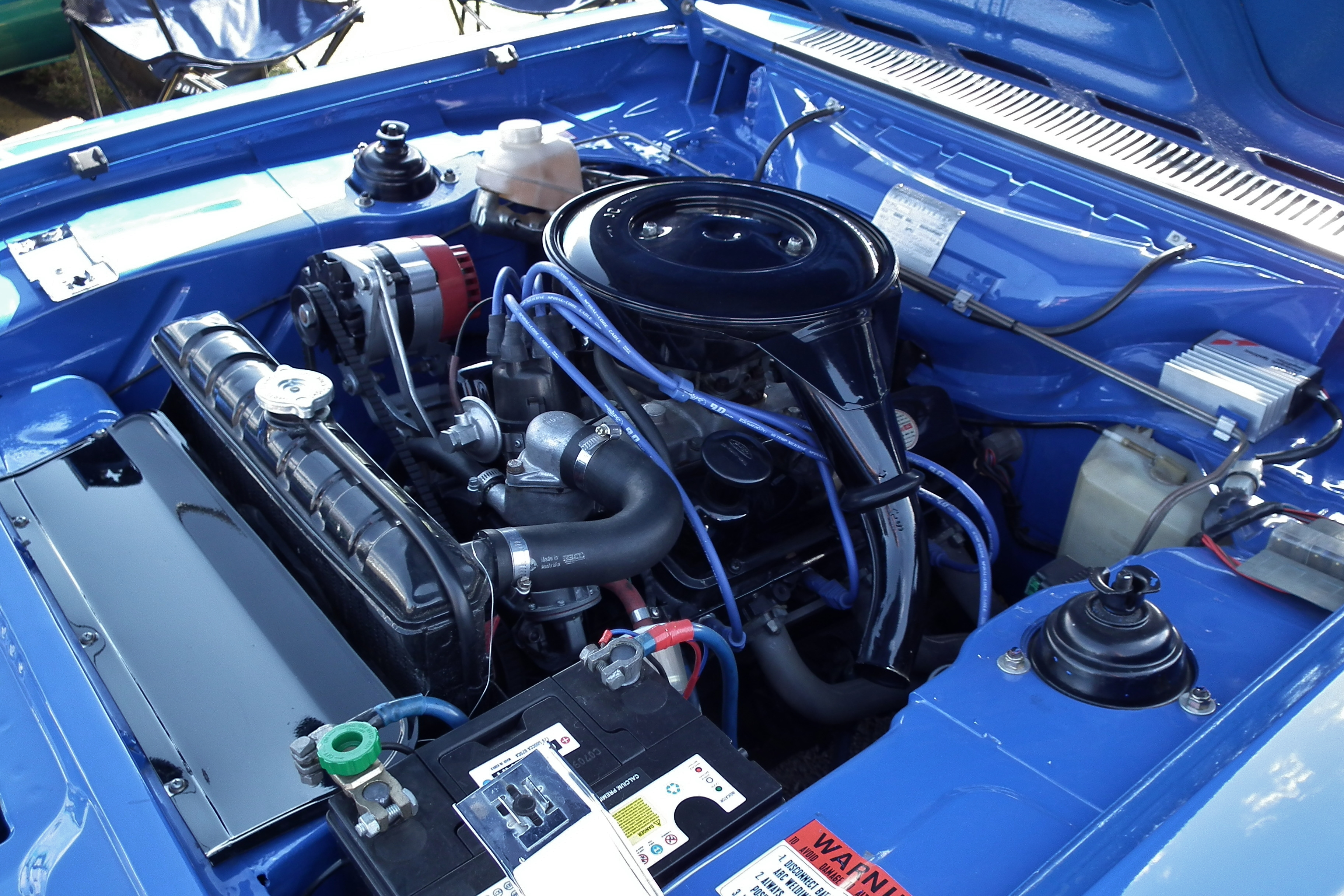
Версия Essex V6 до октября 1971 года
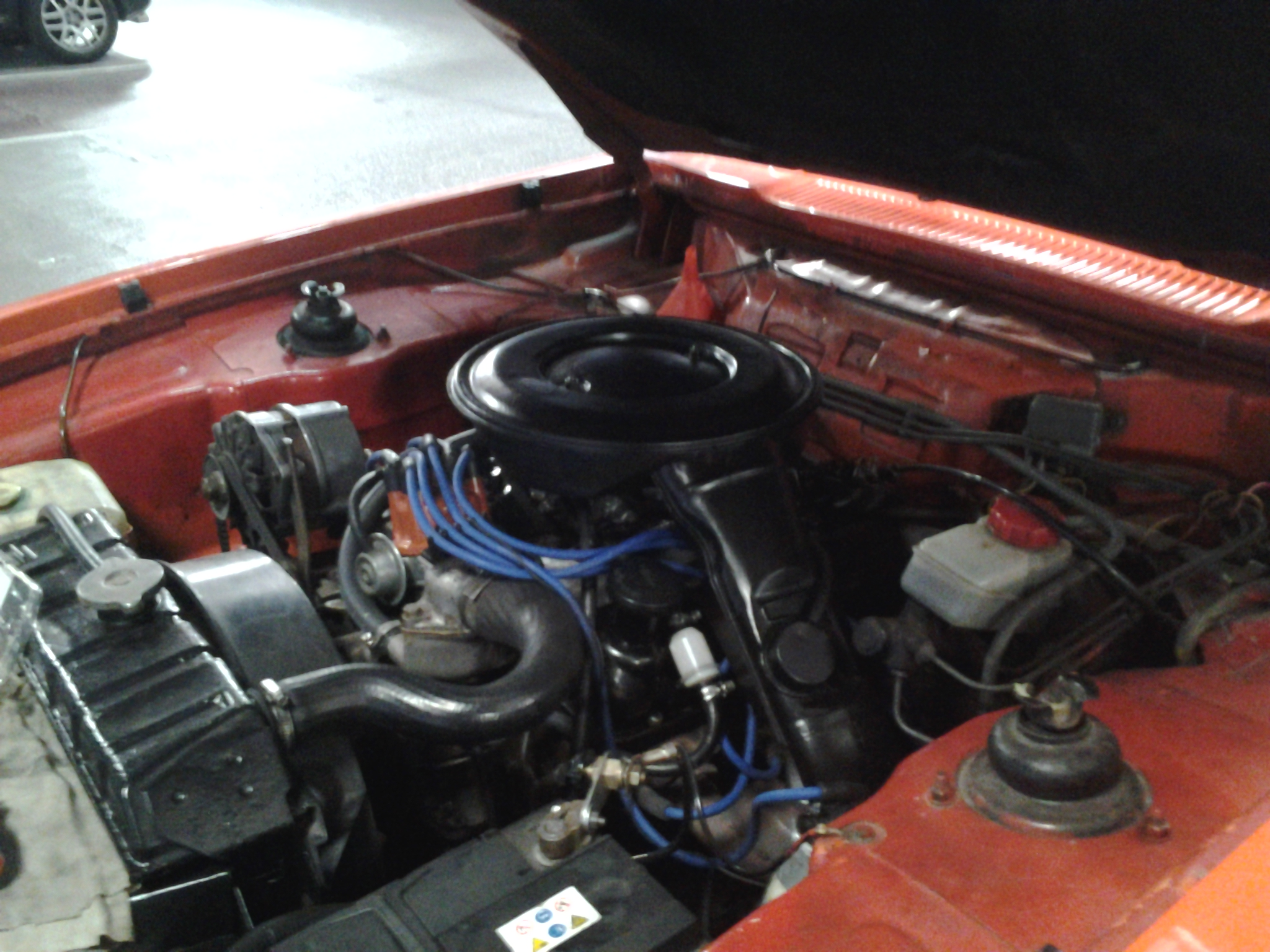
Версия Essex V6 с октября 1971 года